# Гілгіт (округ)

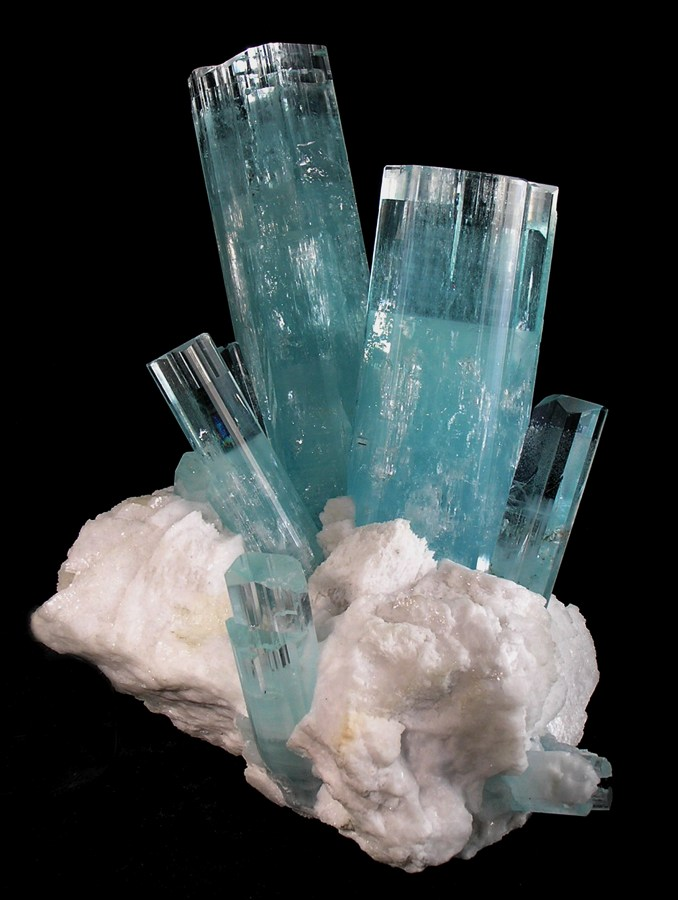
Великий аквамариновий берил з гір Харамош, Гілгіт.

Округ Гілгіт (урду ضلع گلگت) — один із 14 округів території Гілгіт-Балтістан, що знаходиться під управлінням Пакистану, у спірному регіоні Кашмір. Столиця округу знаходиться в місті Гілгіт. За даними перепису 1998 року населення округу Гілгіт становило 243 324 особи. До складу округу входять Гілгіт (столиця), долина Багрот, Джуглот, Даньоре, Султанабад, пік Налтар і долина Номал. Найвища вершина району — Дістагіль-Сар висотою 7 885 метрів (25 869 футів), яка є сьомою за висотою вершиною в Пакистані і 19-ю за висотою у світі.

## Адміністративний поділ
Округ Гілгіт поділений на три техсіли:
- техсіл Даньор.
- техсіл Гілгіт.
- техсіл Юглот.

## Освіта
Згідно з рейтингом освіти Аліфа Айлаана в Пакистані за 2015 рік, округ Гілгіт посів 35-е місце зі 148 районів за рівнем освіти. За рівнем матеріально-технічної бази та інфраструктури район посів 67 місце зі 148.

## Географія
Округ Гілгіт межує на півночі з округом Нагар, на сході з округами Шигар і Ронду, на півдні з округами Тангір, Діамер і Астор, а на заході з округом Гізер.

### Гідрографія
Основними річками району є:
- Річка Астор
- Річка Гілгіт — входить до округу Гілгіт із заходу, на південь від перевалу Бічхар (долина Налтар) і тече на захід через місто Гілгіт
- Річка Хунза — тече далі на південь і зливається з річкою Гілгіт на північний схід від міста Гілгіт.
- Річка Інд — входить до округу Гілгіт із округу Шигар приблизно за шість кілометрів на північ від Джаглота, де річка Гілгіт зливається з річкою Інд і тече на південь уздовж шосе Каракорум.
- Річка Хунджераб — тече на південь уздовж Каракорумського шосе з долини Хунджераб і відома як річка Хунза на південь від Соста

### Озера
- Озеро Боріт
- Озеро Налтар
- Озеро Номал
- Озеро Пахоте
- Озеро Раш

## Демографія
За переписом 1941 року в окрузі Гілгіт (тоді ще техсілі) проживало 22 495 осіб, які були розподілені по 46 селах, поділених на 12 підрозділів. Приблизно 50 % населення сповідували шиїтський іслам, а 49 % — сунізм. За словами дослідника Мартіна Сьокефельда, сунітські місіонери прибули з півдня, шиїтські — зі сходу, а ісмаїлітські — з півночі.

## Кашмірський конфлікт
Через конфлікт між Індією та Пакистаном, що триває з 1947 року через приналежність території Кашміру, Посольство України в Пакістані рекомендує громадянам України утриматися від відвідування території округу Гілгіт.